# Philip Dee
Philip Ivor Dee FRS (Stroud, 8 de abril de 1904 — Glasgow, 17 de abril de 1983) foi um físico britânico.
Foi eleito membro da Royal Society em 1941 e laureado com a Medalha Hughes em 1952.